# Константиновка (Татарский район)
Константиновка — село в Татарском районе Новосибирской области. Административный центр Константиновского сельсовета.

## География
Площадь села — 481 гектаров.

## История
Село основано в XIX веке крестьянами — переселенцами из Харьковской губернии.

## Население
| 1996 | 2002 | 2007 | 2010 |
| ---- | ---- | ---- | ---- |
| 569  | ↘522 | ↘518 | ↘447 |

## Инфраструктура
В селе по данным на 2007 год функционируют 1 учреждение здравоохранения и 1 учреждение образования.

## Достопримечательности
Главная достопримечательность села — каменная однопрестольная церковь во имя святого равноапостольного царя Константина и царицы Елены. Церковь освящена 28 мая 1900 года. Церковь была построена под руководством В. И. Вейса на средства Фонда имени Александра III. Князь Константин Константинович пожаловал церкви икону — образ святых царя Константина и царицы Елены. Вместе с церковью были построены дома для священника и псаломщика и церковно-приходская школа. На начало XXI века церковь не функционирует, в здании расположена колхозная мельница.
В Константиновке также находится памятник истории — братская могила борцов за власть Советов. Рядом с могилой установлен обелиск.

## Известные уроженцы
- Коханов, Гений Алексеевич (род. 1928) — Герой Социалистического Труда.